# 28. Oscar-gála
Az 28. Oscar-gálát, a Filmakadémia díjátadóját 1956. március 21-én tartották meg. A 340 ezer dolláros (ebben az időben igen olcsó) költségvetésű fekete-fehér Marty ról az a hír járta, hogy csak egy az adóalapból leírható veszteségnek készült.[forrás?] Aztán előbb az Arany Pálmát, majd a New York-i filmkritikusok díját nyerte el. Ekkor Burt Lanchester és Harold Hech producerek 400 ezer dolláros reklámkampányba kezdtek az Oscar-díj elnyeréséért,[forrás?] ami olyan jól sikerült, hogy négy kategóriában is nyert a film. Ez lett az első amerikai film, amelyet a világháború után bemutattak a Szovjetunióban.[forrás?] A legjobb színész díjat Grace Kelly adta át Ernest Borgnine-nek, és másnap hajnalban elutazott Monacóba, a herceggel tartandó esküvőjére. A női főszereplő díját az olasz Anna Magnani kapta a The Rose Tattoo-ért.
1955 szeptemberében autóbaleset áldozata lett Hollywood legnagyobb reménysége, James Dean. Összesen három filmet készített, bár rajongói kampányoltak érte,[forrás?] nem kapott posztumusz Oscart.

## Kategóriák és jelöltek
A nyertesek félkövérrel jelölve

### Legjobb film
- Marty – Hecht-Lancaster, United Artists – Harold Hecht
  - Love Is a Many-Splendored Thing – 20th Century-Fox – Buddy Adler
  - Mister Roberts – Orange, Warner Bros. – Leland Hayward
  - Picnic – Columbia – Fred Kohlmar
  - The Rose Tattoo[* 1] – Wallis, Paramount – Hal B. Wallis

### Legjobb színész
- Ernest Borgnine – Marty
  - James Cagney       – Szeress, vagy hagyj el! (Love Me or Leave Me)
  - James Dean         – Édentől keletre (East of Eden)
  - Frank Sinatra      – Az aranykezű férfi (The Man With the Golden Arm)
  - Spencer Tracy      – Az igazság napja/Rossz nap Black Rocknál[3]

### Legjobb színésznő
- Anna Magnani – The Rose Tattoo
  - Susan Hayward – I’ll Cry Tomorrow
  - Katharine Hepburn – Velence, nyár, szerelem (Summertime)
  - Jennifer Jones –Love Is a Many-Splendored Thing
  - Eleanor Parker – Interrupted Melody

### Legjobb férfi mellékszereplő
- Jack Lemmon –  Mister Roberts
  - Arthur Kennedy –  Trial
  - Joe Mantell –  Marty
  - Sal Mineo – Haragban a világgal (Rebel Without a Cause)
  - Arthur O'Connell –  Picnic

### Legjobb női mellékszereplő
- Jo Van Fleet – Édentől keletre (East of Eden)
  - Betsy Blair – Marty
  - Peggy Lee – Pete Kelly’s Blues
  - Marisa Pavan – The Rose Tattoo
  - Natalie Wood – Haragban a világgal (Rebel Without a Cause)

### Legjobb rendező
- Delbert Mann – Marty
  - Elia Kazan – Édentől keletre (East of Eden)
  - David Lean – Velence, nyár, szerelem (Summertime)
  - Joshua Logan – Picnic
  - John Sturges – Az igazság napja/Rossz nap Black Rocknál

### Legjobb eredeti történet
- Szeress vagy hagyj el (Love Me or Leave Me) – Daniel Fuchs
  - The Private War of Major Benson – Joe Connelly, Bob Mosher
  - Haragban a világgal (Rebel Without a Cause) – Nicholas Ray
  - Az ötlábú birka (Le Mouton à cinq pattes; francia) – Jean Marsan, Henri Troyat, Jacques Perret, Henri Verneuil, Raoul Ploquin
  - Strategic Air Command – Beirne Lay, Jr.

### Legjobb eredeti forgatókönyv
- Interrupted Melody – Sonya Levien, William Ludwig
  - The Court-Martial of Billy Mitchell – Milton Sperling, Emmet Lavery
  - It’s Always Fair Weather[* 2] – Betty Comden, Adolph Green
  - Hulot úr nyaral (Les vacances de Monsieur Hulot; francia) – Jacques Tati, Henri Marquet
  - The Seven Little Foys – Melville Shavelson, Jack Rose

### Legjobb adaptált forgatókönyv
- Marty – Paddy Chayefsky a saját tévéjátékáról
  - Az igazság napja/Rossz nap Black Rocknál – Millard Kaufman forgatókönyve Howard Breslin: Bad Time at Honda című elbeszélése alapján
  - Tábladzsungel (Blackboard Jungle) – Richard Brooks forgatókönyve Evan Hunter regénye alapján
  - Édentől keletre (East of Eden) – Paul Osborn forgatókönyve John Steinbeck regénye alapján
  - Szeress, vagy hagyj el! (Love Me or Leave Me) – Daniel Fuchs, Isobel Lennart forgatókönyve Daniel Fuchs elbeszélése alapján

### Legjobb operatőr
- James Wong Howe –  The Rose Tattoo (ff)
  - Tábladzsungel (Blackboard Jungle) – Russell Harlan
  - I’ll Cry Tomorrow – Arthur Arling
  - Marty – Joseph LaShelle
  - Queen Bee – Charles Lang
- Robert Burks –  Fogjunk tolvajt! (To Catch a Thief) (színes)
  - Macsók és macák (Guys and Dolls) – Harry Stradling Sr.
  - Love Is a Many-Splendored Thing – Leon Shamroy
  - A Man Called Peter – Harold Lipstein
  - Oklahoma! – Robert Surtees

### Látványtervezés és díszlet
Fekete-fehér filmek
- Hal Pereira, Tambi Larsen, Samuel M. Comer, Arthur Krams – The Rose Tattoo
  - Cedric Gibbons, Randall Duell, Edwin B. Willis, Henry Grace – Tábladzsungel (Blackboard Jungle)
  - Cedric Gibbons, Malcolm Brown, Edwin B. Willis, Hugh B. Hunt – I’ll Cry Tomorrow
  - Joseph C. Wright, Darrell Silvera – Az aranykezű férfi (The Man With the Golden Arm)
  - Edward S. Haworth, Walter Simonds, Robert Priestley – Marty

Színes filmek
- William Flannery, Jo Mielziner, Robert Priestley – Picnic
  - Lyle Wheeler, John DeCuir, Walter M. Scott, Paul S. Fox – Daddy Long Legs
  - Oliver Smith, Joseph C. Wright, Howard Bristol – Macsók és macák (Guys and Dolls)
  - Lyle Wheeler, George Davis, Walter M. Scott, Jack Stubbs – Love Is a Many-Splendored Thing
  - Hal Pereira, Joseph McMillan Johnson, Samuel M. Comer, Arthur Krams – Fogjunk tolvajt! (To Catch a Thief)

### Legjobb vágás
- Picnic – Charles Nelson, William A. Lyon
  - Tábladzsungel (Blackboard Jungle) – Ferris Webster
  - The Bridges at Toko-Ri – Alma Macrorie
  - Oklahoma! – Gene Ruggiero, George Boemler
  - The Rose Tattoo – Warren Low

### Legjobb vizuális effektus
- The Bridges at Toko–Ri – Nem volt név szerinti jelölés
  - The Dam Busters – Nem volt név szerinti jelölés
  - The Rains of Ranchipur – Nem volt név szerinti jelölés

### Legjobb idegen nyelvű film (Életműdíj)
- Samurai, The Legend of Musashi (Mijamoto Muszasi (宮本 武蔵; Hepburn: Miyamoto Musashi?)) (Japán) – Criterion Pictures Corp., Fine Arts Films – Takimura Kazuo producer – Inagaki Hirosi rendező

### Legjobb eredeti filmzene

#### Filmzene drámai filmben vagy vígjátékban
- Love Is a Many-Splendored Thing – Alfred Newman
  - Csatakiáltás (Battle Cry) – Max Steiner
  - Az aranykezű férfi (The Man with the Golden Arm) – Elmer Bernstein
  - Picnic – George Duning
  - The Rose Tattoo – Alex North

#### Filmzene musicalfimben
- Oklahoma! – Robert Russell Bennett, Jay Blackton és Adolph Deutsch
  - Daddy Long Legs – Alfred Newman
  - Macsók és macák (Guys and Dolls) – Jay Blackton és Cyril J. Mockridge
  - It’s Always Fair Weather – André Previn
  - Szeress, vagy hagyj el! (Love Me or Leave Me) – Percy Faith és Georgie Stoll

## Statisztika

### Egynél több jelöléssel bíró filmek
- 8 : Love Is a Many-Splendored Thing, Marty, The Rose Tattoo
- 6 : Szeress, vagy hagyj el! (Love Me or Leave Me), Picnic
- 4 : Tábladzsungel (Blackboard Jungle), Édentől keletre (East of Eden), I’ll Cry Tomorrow, Macsók és macák (Guys and Dolls), Oklahoma!
- 3 : Az igazság napja/Rossz nap Black Rocknál (Bad Day at Black Rock), Daddy Long Legs, Interrupted Melody, Az aranykezű férfi (The Man with the Golden Arm), Mister Roberts, Haragban a világgal (Rebel Without a Cause), Fogjunk tolvajt! (To Catch a Thief)
- 2 : The Battle of Gettysburg, The Bridges at Toko-Ri, The Face of Lincoln, Mindig szép az idő (It's Always Fair Weather), Queen Bee; Velence, nyár, szerelem (Summertime)

### Egynél több díjjal bíró filmek
- 4 : Marty
- 3 : Love Is a Many-Splendored Thing, The Rose Tattoo
- 2 : Oklahoma!, Picnic